# Cashion Community
Cashion Community es una ciudad ubicada en el condado de Wichita en el estado estadounidense de Texas. En el Censo de 2010 tenía una población de 348 habitantes y una densidad poblacional de 71,78 personas por km².

## Geografía
Cashion Community se encuentra ubicada en las coordenadas 34°2′11″N 98°30′30″O / 34.03639, -98.50833. Según la Oficina del Censo de los Estados Unidos, Cashion Community tiene una superficie total de 4.85 km², de la cual 4.85 km² corresponden a tierra firme y (0%) 0 km² es agua.

## Demografía
Según el censo de 2010, había 348 personas residiendo en Cashion Community. La densidad de población era de 71,78 hab./km². De los 348 habitantes, Cashion Community estaba compuesto por el 91.38% blancos, el 1.15% eran afroamericanos, el 1.15% eran amerindios, el 3.45% eran asiáticos, el 0% eran isleños del Pacífico, el 1.72% eran de otras razas y el 1.15% pertenecían a dos o más razas. Del total de la población el 4.89% eran hispanos o latinos de cualquier raza.